# Faina Michailowna Kirillowa
Faina Michailowna Kirillowa (russisch Фаина Михайловна Кириллова; * 29. September 1931 in Sujewka; † 29. September 2024) war eine sowjetisch-belarussische Mathematikerin.

## Leben
Kirillowa studierte in Swerdlowsk an der Uraler Staatlichen Universität (UrGU) mit Abschluss 1954. Darauf arbeitete sie als Assistentin im Uraler Polytechnischen Institut (UrPI) und dazu ab 1960 auch in der Ural-Abteilung der Akademie der Wissenschaften der UdSSR (AN-SSSR, ab 1991 Russische Akademie der Wissenschaften (RAN)). 1962 verteidigte sie an der Lomonossow-Universität Moskau (MGU) ihre bei Nikolai Nikolajewitsch Krassowski angefertigte Kandidat-Dissertation über die Aufgaben einer qualitativen Theorie der optimalen Steuerung. Darauf arbeitete sie als wissenschaftliche Mitarbeiterin im UrPI. 1967 verteidigte sie an der Universität Leningrad (LGU) ihre Doktor-Dissertation über einige Anwendungen der Funktionalanalysis in der Theorie der optimalen Prozesse.
1967 wurde Kirillowa Mitarbeiterin des Instituts für Mathematik der Nationalen Akademie der Wissenschaften von Belarus in Minsk. 1970 wurde sie Abteilungsleiterin. 1972 folgte die Ernennung zur Professorin. 1994 gründete sie und leitete dann die Belarussische Gesellschaft für Verwaltung und Management. 1996 wurde sie zum Korrespondierenden Mitglied der Akademie der Wissenschaften von Belarus gewählt. 2007 wurde sie Chefmitarbeiterin der Abteilung für mathematische Systemtheorie.
Kirillowa lieferte wichtige technische Beiträge zur Kontrolltheorie, zur optimalen Steuerung und zur Optimierung. Sie entwickelte wichtige Bedingungen für die Regelbarkeit und Beobachtbarkeit linearer Regelsysteme mit Verzögerung. Sie rechtfertigte die allgemeine Form der notwendigen Optimalitätsbedingungen für komplexe Regelsysteme. Sie entdeckte und rechtfertigte zusammen mit Rafail Fjodorowitsch Gabassow das Quasi-Maximum-Prinzip für zeitdiskrete Regelsysteme und führte die Entwicklung der Anwendungen. Sie eröffnete einen neuen numerischen Weg zur Lösung von Problemen der linearen Programmierung. Sie entwickelte numerische Methoden zur Lösung von Problemen der linearen, quadratischen und nichtlinearen Programmierung sowie der optimalen Regelung.

## Ehrungen, Preise
- Preis des Ministerrats der UdSSR (1986)[2]
- Preis der Akademie der Wissenschaften von Belarus (1995)[2]
- Verdiente Aufklärerin der Sozialistischen Republik Vietnam (2001)[2]
- Verdiente Wissenschaftlerin der Republik Belarus (2002)[2]